# ژان پیر بوسر (بازیکن فوتبال)
ژان پیر بوسر (انگلیسی: Jean-Pierre Bosser؛ زادهٔ ۲۲ مارس ۱۹۶۰) بازیکن فوتبال اهل فرانسه است.
از باشگاه‌هایی که در آن بازی کرده‌است می‌توان به باشگاه فوتبال استاد برستوا ۲۹، باشگاه فوتبال پاری سن ژرمن، باشگاه فوتبال آنژه، و باشگاه فوتبال نیس اشاره کرد.
وی همچنین در تیم ملی فوتبال Brittany بازی کرده‌است.